# Maleisische rechtsgeschiedenis
De Maleisische rechtsgeschiedenis is bepaald door gebeurtenissen die een periode van zo'n zeshonderd jaar bestrijken. Hiervan waren drie belangrijke periodes grotendeels verantwoordelijk voor het vormgeven van het huidige Maleisische systeem. De eerste was de oprichting van het Sultanaat Malakka aan het begin van de 15e eeuw; ten tweede was er de verspreiding van islam in de inheemse cultuur; en ten slotte, en misschien wel het belangrijkste in het moderne Maleisië, was de koloniale overheersing die een constitutioneel bestuur en het common law-systeem met zich meebracht.

## Sultanaat van Melaka
Tijdens het rijk van het Sultanaat was Melaka een belangrijke handelshaven en de handhaving van de openbare orde was cruciaal voor de welvaart ervan. De rechtsbedeling werd onder de directe leiding geplaatst van de Bendahara (of eerste minister) die zowel politieke als gerechtelijke functies uitoefende. De Temenggung (de commandant van troepen en politie) was verantwoordelijk voor het arresteren van criminelen, het handhaven van gevangenissen en in het algemeen het bewaren van de vrede. Het welzijn van buitenlanders die in de staat woonden, werd verzorgd door verschillende Shahbandars (havenmeesters en douane-verzamelaars).
Er is weinig bekend over het rechtssysteem van die tijd, maar algemeen wordt aangenomen dat het toen toegepaste recht een combinatie was van het moslimrecht en de “Adat Temenggung” (patriarchaal Maleis gewoonterecht). De "Adat Temengung" was de wet van de sultan of de wet die door de heersers was verordend en later werd aangenomen in de andere regio's van het schiereiland Maleisië. Het was de basis van de wet zoals die te vinden is in Maleisische juridische samenvattingen die tussen de 15e en 19e eeuw zijn samengesteld.
De formele juridische tekst van het traditionele Melaka bestond uit de Undang-Undang Melaka (wetten van Melaka), ook wel de Hukum Kanun Melaka en Risalat Hukum Kanun genoemd, en de Undang-Undang Laut Melaka (de maritieme wetten van Melaka).
De wetten zoals geschreven in de juridische samenvattingen hebben een evolutionair proces doorgemaakt. De wettelijke regels die uiteindelijk ontstonden, werden gevormd door drie belangrijke invloeden, namelijk de vroege niet-inheemse hindoeïstische/boeddhistische traditie, de islam en de inheemse "adat".

## Europese en Britse invloed
Toen Melaka van 1511 tot 1641 in handen viel van de Portugezen en van 1641 tot 1795 de Nederlanders, bleef de lokale bevolking de islamitische wetten en Maleisische gebruiken in praktijk brengen. Je zou kunnen zeggen dat de Portugese en Nederlandse wetten relatief weinig invloed hadden op het rechtssysteem als geheel, afgezien van de politieke en administratieve structuren.
In 1786 verwierf Groot-Brittannië het eiland Penang, het eerste gebied in Maleisië dat in Britse handen viel. De belangrijkste zorg van de Britse bestuurders gedurende de eerste decennia na de stichting van Penang was het handhaven van een of andere vorm van orde. Met dit doel voor ogen mochten de lokale gebruiken en wetten blijven bestaan, maar werden ze getemperd door delen van de Engelse wet die als zodanig werden beschouwd. rechtvaardig en passend. Sommige vonnissen kunnen naar huidige maatstaven nogal vreemd overkomen, maar we moeten niet vergeten dat ze slechts de harde en vaak chaotische omstandigheden van die pioniersdagen weerspiegelden. Er werden jarenlang klachten en petities ingediend voor een beter rechtssysteem. Ten slotte kwam het in de vorm van het Royal Charter of Justice uit 1807. Het Charter is de belangrijkste gebeurtenis in de Maleisische rechtsgeschiedenis, aangezien het het begin markeerde van de wettelijke invoering van het Engelse recht in dit land. Het Handvest richtte het Hof van Justitie van het eiland van de Prins van Wales (zoals Penang toen heette) op om jurisdictie uit te oefenen in alle burgerlijke, strafrechtelijke en kerkelijke zaken. Het werd door de rechtbanken geïnterpreteerd als een introductie in Penang van het Engelse recht zoals dat in 1807 bestond, voor zover het geschikt was voor de plaatselijke omstandigheden en omstandigheden.
Toen Penang, Singapore, dat in 1819 door de Britten werd gesticht samen met Melaka, dat onder het Brits-Nederlandse Verdrag van 1824 aan de Britten toeviel, in 1826 de Straits Settlement vormde, werd een nieuw charter opgesteld. werd het Handvest van Justitie ingevoerd. Door dit Handvest werd een nieuwe rechtbank opgericht met de naam 'The Court of Judicature of Prince of Wales' Island, Singapore and Melaka'. Penang had in zekere zin een tweede wettelijke receptie van het Engelse recht, hoewel het de eerste was voor Singapore en Melaka. Door een pennenstreek kregen de Straits Settlements een grote dosis Engels recht.
Ondanks het nieuwe Handvest was de rechtsbedeling verre van bevredigend. In 1855 werd een derde Handvest van Justitie goedgekeurd, dat de reorganisatie van het rechtssysteem mogelijk maakte. In 1867, toen het bestuur van de Straits Settlements vanuit India werd overgedragen aan het Koloniale Bureau, werd het rechtssysteem opnieuw gereorganiseerd. Bij verordening 5 van 1868 werd het Hof van Justitie van Prince of Wales' Island, Singapore en Melaka afgeschaft. Er werd een nieuwe rechtbank opgericht, bekend als het Hooggerechtshof van de Straits Settlements. In 1873 werd het Hooggerechtshof verder gereorganiseerd onder vier rechters: de opperrechter, de rechter van Penang, de senior onderrechter en de junior onderrechter. De Court of Quarter Sessions werd opgericht als een strafrechtbank en werd voorgezeten door respectievelijk de senior en junior onderrechterrechters in Singapore en Penang. Er werd ook een Hof van Beroep opgericht. Tegen die tijd was de rechterlijke macht langzaam geëvolueerd naar zijn moderne vorm.
Het Engelse handelsrecht werd formeel in de Straits Settlements geïntroduceerd door artikel 6 van de Civil Law Ordinance van 1878. Deze bepaling, zoals opnieuw vastgesteld in de Civil Law Act van 1956 (herzien in 1972), is nog steeds van toepassing in Penang en Melaka.
De Engelse landwet werd specifiek uitgesloten door subsectie 2. De hele sectie van deze verordening werd opgenomen in de Civil Law Ordinance van 1909 en later opnieuw vastgesteld als sectie 5 van de Civil Law Ordinance (hoofdstuk 42 van de herziene editie van 1936). . Dit was de juridische situatie in de Straits Settlements tot de ontbinding ervan in 1946 na de vorming van de Maleise Unie.
De wettelijke introductie van Engels recht in de Gefedereerde Maleise Staten, bestaande uit de staten Perak, Selangor, Pahang en Negeri Sembilan vond plaats in 1937. met de introductie van de Civil Law Enactment, 1937. De niet-gefedereerde Maleise Staten, bestaande uit de staten Kedah, Perlis, Kelantan, Terengganu en Johor, werd in 1948 onderdeel van de Federatie van Malaya en de Civil Law (Extension) Ordinance van 1951 breidde de toepassing van de Enactment uit tot deze staten.
Beide wetten werden vervangen door de Civil Law Ordinance uit 1956, die van toepassing was op alle elf staten van de Federatie. Toen Maleisië in 1963 werd opgericht, werd het noodzakelijk om de wet te harmoniseren om van kracht te worden in Sabah en Sarawak. De verordening van 1956 werd vervolgens vervangen door de Civil Law Act van 1956 (herzien in 1972), die op 1 april 1972 in werking trad.